# L'oasi degli zombi
L'oasi degli zombi (La tumba de los muertos vivientes) è un film del 1981 diretto da Jesús Franco (con lo pseudonimo A.M. Frank).
In Francia il film è uscito in una versione diversa intitolata L'abîme des morts vivants, nota nei paesi di lingua inglese come Oasis of the Zombies. Tra le altre cose, in questa versione non figurano Lina Romay e Eduardo Fajardo, rimpiazzati da Henri Lambert e Myriam Landson. Nonostante il regista abbia affermato di aver girato le scene alternative di entrambe le versioni, ragioni stilistiche hanno portato ad avanzare l'ipotesi che le scene presenti solo in L'abîme des morts vivants siano opera di uno dei tanti registi che collaboravano con la Eurociné di Parigi.
La postproduzione francese comportò tra l'altro un completo rifacimento della colonna sonora, che nella versione spagnola, più vicina all'intenzione del regista, contribuisce in modo decisivo a creare l'atmosfera. Se non che, fuori dalla Spagna, il film è conosciuto quasi esclusivamente nella versione edita dalla Eurociné, o peggio ancora in quella doppiata alla buona per il mercato statunitense, oggi di pubblico dominio. Le scene di battaglia di tutte le versioni sono tratte da I giardini del diavolo di Alberto Rizzo.

## Distribuzione
Il film è conosciuto anche come Oasis of the Zombies.

### Edizioni DVD
La versione spagnola è stata pubblicata in DVD dalla Divisa Ediciones.
La versione francese è uscita negli Stati Uniti (Image Entertainment - 2001), in Gran Bretagna (Arrow - 2004), in Francia (Mad Movies; Aventi) e in Germania (Oase der Zombies, VZ-Handelsgesellschaft - 2001).